# Koço Kosta
Koço Kosta (ur. 1941 w Susze) – albański nauczyciel, prozaik i publicysta.

## Życiorys
W kwietniu 1986 roku opublikował w czasopiśmie Nëntori pierwszą część utworu pod tytułem Ata të dy e të tjerë. Na następny miesiąc była zaplanowana druga część tegoż utworu, jednak ostatecznie nie została opublikowana z powodów politycznych; według kanadyjskiego albanisty Roberta Elsiego, była to ostatnia otwarta próba rządzącej wówczas Albańskiej Partii Pracy, by stłumić twórczość artystów niepopierających linii partyjnej. Sam Koço Kosta pracował również jako nauczyciel, jednak tę pracę porzucił oraz został wysłany z Tirany do wsi Greshica, gdzie pracował w spółdzielni; odebrano mu prawo do publikowania na okres trzech lat, został też wydalony z Ligi Pisarzy i Artystów Albanii.
W 1991 roku wrócił do Tirany, gdzie kontynuował działalność publicystyczną.

## Utwory
- Nata e Sofie Kondilit[2]
- Dademadhja (1976)[1]
- Era e udhëve (1982)[1]
- Tregime të zgjedhura (1985)[1]
- Ata të dy e të tjerë (1986)[1]
- Paradite me shi (1991)[1]